# Going for the One
Going for the One (с англ. — «Борьба за первое место») — восьмой студийный альбом прогрессив-рок-группы Yes, выпущенный 22 июля 1977 года лейблом Atlantic Records. Записан в конце 1976 — начале 1977 на Mountain Studios в Монтрё (Швейцария). Альбом был ремастирован и переиздан в 2003 году с добавлением семи бонус-треков.

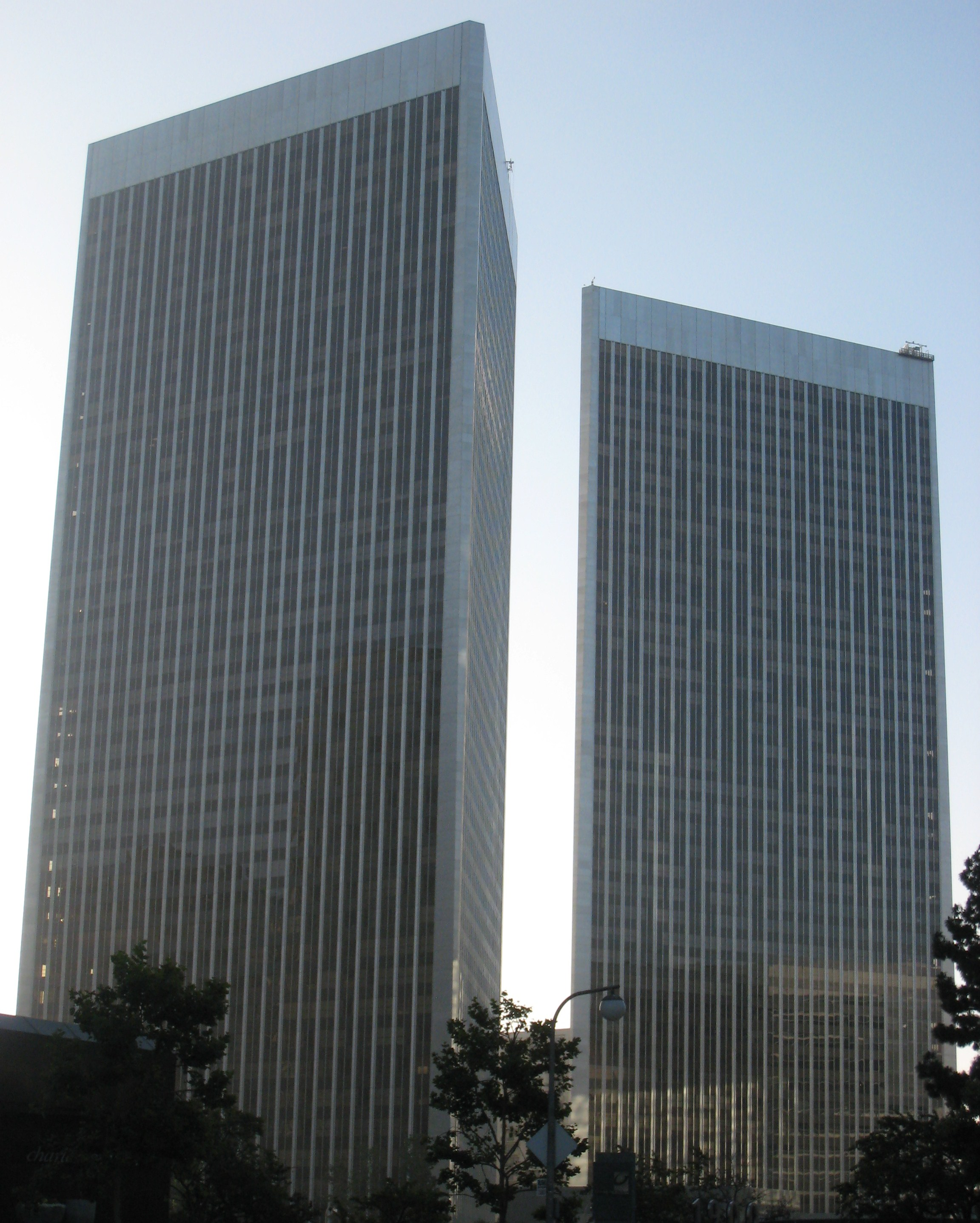
Башни-близнецы (Лос-Анджелес), изображённые на обложке альбома

## Список композиций

### Сторона А
1. «Going for the One» (Андерсон) — 5:32
2. «Turn of the Century» (Андерсон/Стив Хау/Алан Уайт) — 7:56
3. «Parallels» (Крис Сквайр) — 5:53

### Сторона Б
1. «Wonderous Stories» (Андерсон) — 3:49
2. «Awaken» (Андерсон/Хау) — 15:31

### Бонус-треки
1. «Montreux’s Theme» (Хау/Сквайр/Андерсон/Уайт) — 2:38
2. «Vevey (Revisited)» (Андерсон/Уэйкман) — 4:46
3. «Amazing Grace» (аранжировка: Сквайр) — 2:36
4. «Going for the One» (репетиция) (Андерсон) — 5:10
5. «Parallels» (Rehearsal) (Сквайр) — 6:21
6. «Turn of the Century» (репетиция) (Андерсон/Хау/Уайт) — 6:58
7. «Eastern Number» (ранняя версия «Awaken») (Андерсон/Хау) — 12:16

## Участники записи
- Джон Андерсон — Ведущий вокал, перкуссия, арфа
- Крис Сквайр — Бас-гитара, бэк-вокал
- Стив Хау — Электрогитары, акустические гитары, бэк-вокал
- Рик Уэйкман — Клавишные инструменты
- Алан Уайт — Барабаны, перкуссия, вибрафон